# Astérix (personnage)
Cet article concerne le personnage principal de la série Astérix. Pour les autres significations, voir Astérix (homonymie).
Ne doit pas être confondu avec Astérisque.
Astérix est un personnage de fiction créé par le scénariste René Goscinny et le dessinateur Albert Uderzo dans la bande dessinée française Astérix de la série homonyme en 1959.

## Biographie fictive
Astérix est le fils d'Astronomix et Praline, deux Gaulois originaires du village dans lequel il vit actuellement et tenant un magasin de souvenirs à Condate. Il est né le même jour qu'Obélix, en 85 av. J.-C. (soit 15 ans après Jules César, 35 ans avant la conquête de la Gaule).
Il est dans sa jeunesse le seul ami d'Obélix : la timidité et la corpulence d'Obélix en font un enfant à part des autres, dont Astérix, premier de la classe, prend toujours la défense. Ils auraient à peu près le même âge que les autres personnages principaux du village à l'exception des plus âgés puisque Assurancetourix, Cétautomatix, Ordralfabétix, Abraracourcix et d'autres apparaissent comme leurs camarades dans l'album Comment Obélix est tombé dans la marmite du druide quand il était petit, ils étaient cependant plus âgés car déjà enfants lors de leur naissance.
Un jour de bataille contre les Romains, Panoramix le druide, qui y assiste, laisse  sa hutte sans surveillance. Astérix a alors l'idée de faire boire un peu de potion magique à Obélix de façon qu'il prenne des forces et confiance en lui. Les deux enfants se rendent à la hutte, et Astérix aide Obélix à se hisser sur le bord de la marmite. C'est à ce moment que Panoramix revient. Astérix fait alors tomber Obélix dans la marmite, et réussit à sortir en cachette. Panoramix ressort en tenant à bout de bras un Obélix qui a bu toute la marmite de potion magique.
C'est à ce jour la seule « bêtise » connue d'Astérix.
Depuis, son intelligence et sa ruse lui ont valu d'être le meilleur chasseur et guerrier du village, un des plus précieux conseillers d'Abraracourcix, et un bon confident de Panoramix.

## Description

### Physique

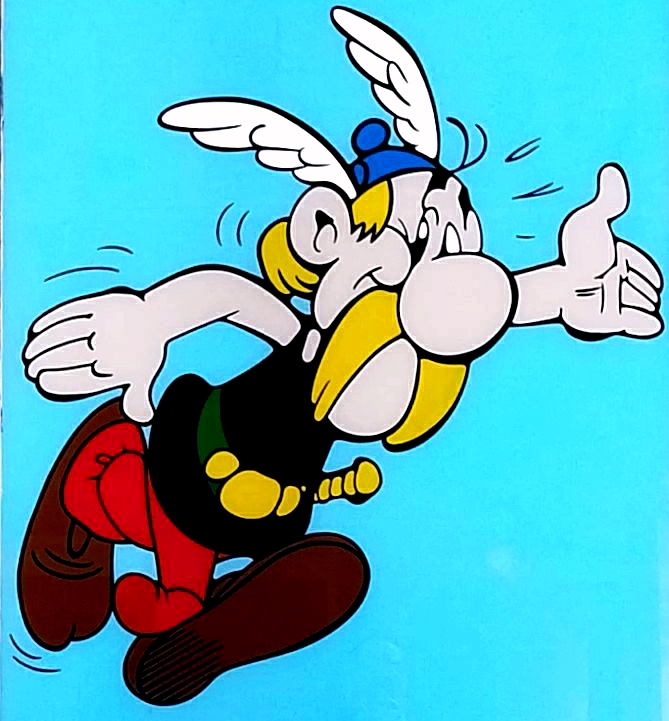
Astérix représenté à Barakaldo au Pays basque espagnol.

Il s'agit d'un personnage masculin de petite taille, blond, à moustache et avec — caractéristique des hommes de son village — un gros nez. Il est toujours vêtu d'un gilet noir moulant sans manches, de braies rouges et de chaussures. Il a aussi une épée courte, un glaive (dont il ne se sert presque jamais), et très souvent une petite gourde qui contient de la potion magique. Il porte un casque doté d'ailes qui changent de position selon l'humeur du héros et dont il ne se sépare presque jamais. Uderzo a repris l'image scolaire du casque gaulois pourvu de deux ailes d'oiseau fixées à la base de la bombe. Il rappelle la forme d'une alouette, alauda en latin (mot d'origine  gauloise qui donne son nom au genre scientifique Alauda), comme symbole de vigilance face aux ennemis. César a donné le nom d'alauda à la Legio V Alaudae constituée de soldats gaulois qui auraient porté comme cimier de leurs casques un ornement imitant la crête de l'oiseau.
Son habit évolue lors des jeux vidéo de la série des XXL : son casque porte non pas des plumes, mais des lames, et il possède un protège-main en cuir à droite.
Ses cheveux blonds, les cheveux roux de son meilleur compagnon, Obélix, et la couleur des cheveux des Gaulois en général, sont de la couleur qu'on attribue généralement à la chevelure des Celtes. Dans le village, tous les Gaulois ont des cheveux de cette couleur  sauf les vieillards Agecanonix et Panoramix qui sont chenus.

### Personnalité
Astérix est intelligent, rusé, très bon stratège est courageux. Il n'agit qu'après mûre réflexion (sauf quand il s'agit des Romains). Même s'il est très bon combattant, y compris à l'épée, il se repose d'abord sur son intelligence pour résoudre les conflits. Très vif, il arrive toujours à se sortir de n'importe quelle situation grâce à sa ressource inépuisable d'idées, ses capacités à improviser et son éloquence. De nature espiègle, il aime beaucoup taquiner ses ennemis.
Malgré toutes ces qualités, Astérix peut être perçu comme un anti-héros. En effet, il a un tempérament à la fois impatient, irascible et impulsif, et s'énerve vite. Il est aussi très peu patient avec les gens moins vifs d'esprit que lui (Obélix en fait souvent les frais). Ce caractère irascible est son plus gros défaut, qui prend parfois le pas sur la raison. 
Habitué aux compliments de Panoramix et de ses camarades villageois, il est très fier, et son égo peut lui jouer des tours. Il admet difficilement avoir tort, et a du mal à prendre en considération les idées des autres. C'est lui par exemple qui a fait tomber Obélix dans la marmite de potion magique, persuadé que s'introduire de la hutte de Panoramix en cachette était la meilleure solution pour que son camarade prenne confiance en lui. Il est aussi autoritaire et critique, et sait se montrer manipulateur quand la situation le demande. 
En dehors de ces pics de colère, il est souvent assez calme. Il aime se reposer, faire la sieste, se promener, etc. Quand il est au repos, il est souvent vu allongé ou adossé. Gare à celui qui osera le réveiller quand il dort ! 
Il est presque toujours accompagné de son ami Obélix avec qui il partage toutes ses aventures. Ils se disputent régulièrement (Astérix étant énervé par la lenteur d'Obélix ou son manque de capacité à raisonner), mais ils se réconcilient très vite. En dehors d'Obélix et de Panoramix, il est plutôt solitaire, non pas par misanthropie, mais parce qu'il est très différent du reste des villageois, assez rustres et peu malins, et n'a généralement pas les mêmes intérêts qu'eux. Il s'entend cependant assez bien avec Assurancetourix, même s'il n'aime pas ses chants. 
Il est assez méfiant envers les étrangers de par la menace constante des Romains, mais une fois sa confiance gagnée, il sera prêt à tout pour défendre les opprimés : il a un côté chevaleresque. Il agit toujours de manière désintéressée, ses seules motivations sont la survie du village et le bien-être de ses amis. Les missions qui ne reposent ni sur l'un, ni sur l'autre, mais sur la bêtise d'un camarade (comme dans Les Lauriers de César) ont tendance à l'énerver. Il est très fidèle et toujours prêt à porter secours à ceux qu'il considère comme ses amis. Il pourrait mourir pour son village.
Avec Panoramix et Assurancetourix, il est le seul villageois récurrent à n'avoir aucun intérêt amoureux (si on ne compte pas les films en prises de vue réelles). Astérix n'est pas intéressé à trouver l'amour et encore moins à se marier, malgré les pressions de sa mère. Il est d'ailleurs souvent très lent a comprendre les choses quand il s'agit de romance, ce qui contraste avec sa vivacité habituelle. S'il devait tomber amoureux de quelqu'un, ça serait avant tout pour son intelligence[réf. nécessaire].il eu cependant un sentiment amoureux envers Falbala à la fin de l'album Asterix Légionnaire, lorsque Falbala embrasse sur le nez Asterix pour le remercier d'avoir ramener Tragicomix.lors du banquet il est vu pensif avec un coeur ,sur l'arbre ou est d'habitude attaché  Assurancetourix 

### Famille
D'après Astérix et la rentrée gauloise, Astérix serait né en 85 av. J.-C. (il aurait donc 35 ans, car les aventures d'Astérix se passent en 50 av. J.-C.). Son père Astronomix et sa mère Praline vivent à Condate (Rennes) où ils tiennent une boutique de souvenirs avec les parents d'Obélix, Obélodalix et Gelatine (voir Astérix et Latraviata). Il a aussi un cousin germain, Jolitorax, en Bretagne (voir Astérix chez les Bretons) ; ce dernier a un neveu, également breton, ancien esclave à Rome qui s'évade grâce à la galère privée de César (La Galère d'Obélix). Il reste célibataire, bien que sa mère essaye de le marier dans Astérix et Latraviata. Cependant, au début de l'album L'anniversaire d'Astérix et Obélix - Le Livre d'or, alors qu'ils ont cinquante ans de plus, il est devenu grand-père : s'étant marié, il a eu un fils et cinq petits-enfants[citation nécessaire].

### Entourage
Le meilleur ami d'Astérix est sans conteste Obélix, qui l'accompagne dans toutes ses aventures (hormis la première, où il ne joue qu'un rôle très limité). À eux deux, ils sont les deux principaux défenseurs du village d'irréductibles. Astérix est le guerrier le plus rusé et le plus intelligent du village et prend souvent ses conseils du druide Panoramix, le sage du village qui prépare la fameuse potion magique. Idéfix, le petit chien écologiste d'Obélix, est aussi un ami d'Astérix, bien que ce dernier ne veuille jamais l'emmener en voyage car il le trouve trop petit (Idéfix apparaît dans Le tour de Gaule d'Astérix) . Astérix est aussi, comme Obélix, un ami du chef du village Abraracourcix.
Astérix fréquente également ses camarades villageois, bien qu'il soit difficile de dire s'il les considère comme des amis étant donné que leurs interactions dans la BD sont limitées (Astérix est toujours avec Obélix ou Panoramix) : le doyen Agecanonix et Mme Agecanonix, Cétautomatix le forgeron et Mme Cétautomatix, Ordralfabétix le poissonnier et  son épouse Ielosubmarine, Assurancetourix le barde, Bonemine l'épouse d'Abraracourcix, etc.
Astérix compte en outre de nombreux amis de par le monde : la reine Cléopâtre et l'architecte Numérobis en Égypte, le chef Soupalognon y Crouton en Hispanie, l'hôtelier Petisuix et le banquier Zurix en Helvétie, son cousin Jolitorax, de même que l'aubergiste Relax, O'Torinolaringologix, Mac Anotérapix et Zebigbos en Bretagne, Alambix à Gergovie, Ocatarinetabellatchitchix en Corse, César Labeldecadix à Massilia, la famille Quiquilfus à Rome et bien d'autres...

### Hutte
Astérix habite seul une hutte en face de celle d'Agecanonix. Après quelques hésitations sur son aspect extérieur (voir le premier album, Astérix le Gaulois), la hutte prend rapidement l'aspect qu'elle aura dans tous les autres albums : un toit en poutres, comme pour celle de Panoramix, une façade en pierre percée d'une porte et d'une fenêtre et un banc placé devant. Dans Le Fils d'Astérix, la hutte est équipée d'une sorte de mezzanine, où se trouve le lit d'Astérix. Obélix est souvent l'invité d'Astérix ("quand il s'ennuie" selon Astérix dans La Rose et le Glaive) et partage régulièrement le repas de son ami. En retour, Astérix dort parfois chez lui lorsqu'il doit prêter sa maison à des visiteurs (voir Astérix et les Normands et Le Fils d'Astérix).

## Création du personnage

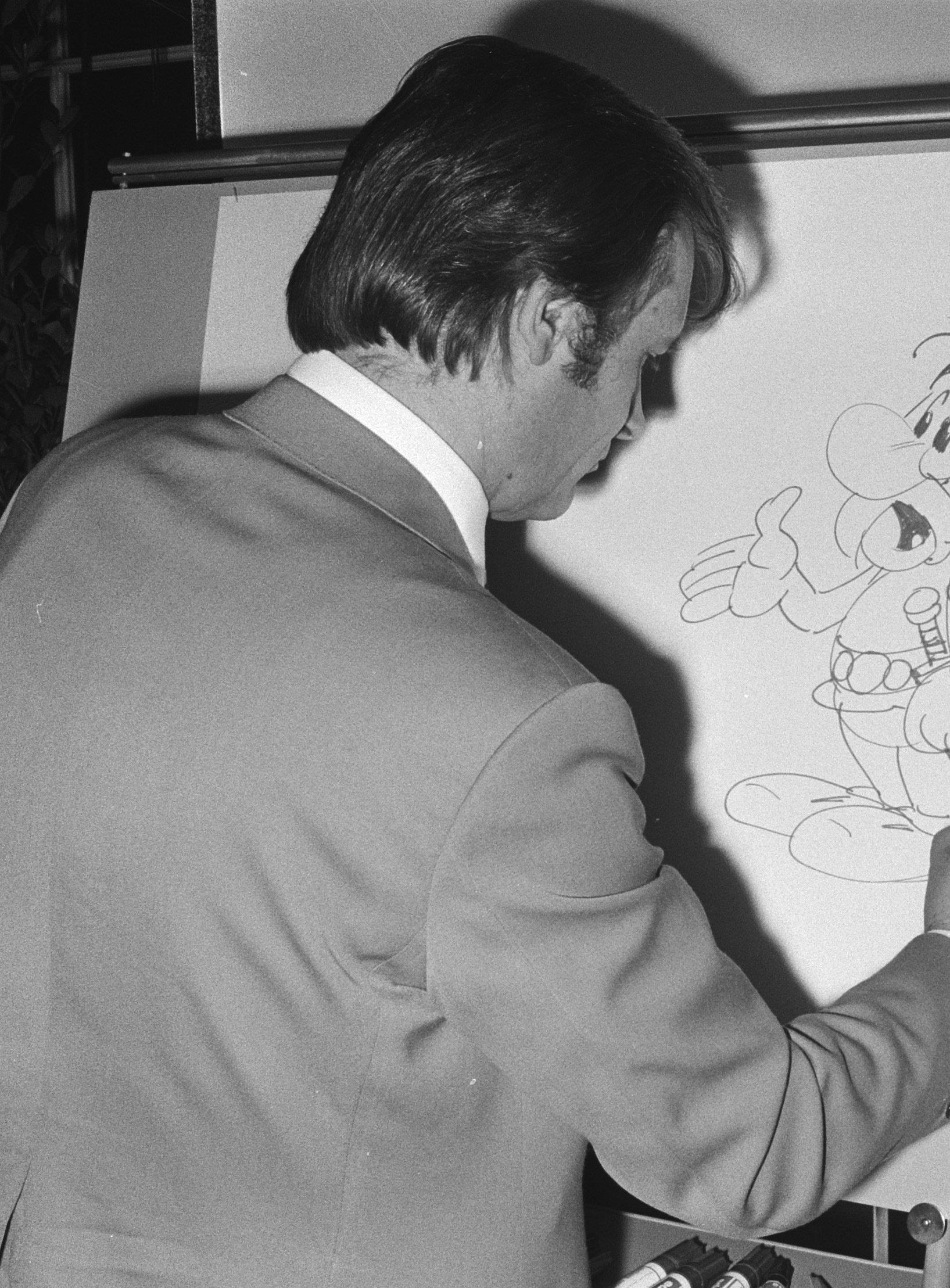
Uderzo dessinant Astérix.

En 1959, la petite société Edifrance-Edipresse (créée par Goscinny et Uderzo) a la lourde tâche de créer un journal de bandes dessinées « pour les petits Français »[réf. nécessaire] : Pilote. Goscinny a d'abord l'idée d'adapter le Roman de Renart. Uderzo a dessiné une planche lorsqu'un collaborateur les avertit que l'idée a déjà été utilisée quelques années auparavant…
À deux mois de la sortie du journal, René Goscinny et Albert Uderzo se réunissent rue Rameau, dans la petite HLM d'Uderzo (située face au cimetière parisien de Pantin, quartier du Pont-de-Pierre). René demande alors à son ami Albert de lui citer les grandes périodes de l'Histoire de France. René s'arrête sur les Gaulois. En deux heures, les deux compères inventent dans la joie le village et ses habitants… Astérix est créé le 29 octobre 1959, dans le premier numéro de Pilote, où il vit sa première aventure, intitulée sobrement Astérix le Gaulois.
Le personnage est donc né chez Albert Uderzo au 3e étage du 3 rue Rameau à Bobigny, où une plaque a été inaugurée en octobre 2009. Coïncidence : la rue Rameau est proche de la rue d’Alésia où se trouve une grande nécropole gauloise.
L'année 2009 marque le 50e anniversaire de la première apparition du personnage.
À l'origine, Astérix devait être un grand baraqué torse-nu affublé de moustaches (le profil type des personnages créés par Uderzo), mais Goscinny demanda à son dessinateur de le représenter petit et plutôt maigrelet, car dans l'imagination de René, Astérix était un anti-héros. Albert Uderzo aura l'occasion ensuite de dessiner Obélix, plus proche du grand costaud.

### Nom
Son nom, construit à partir du mot « astérisque » (petite étoile notée « * » indiquant dans un texte le renvoi à une note de bas de page), en faisant un jeu de mots pour que le nom termine en « -ix » comme celui de Vercingétorix, rappelle les origines familiales du grand-père de Goscinny, imprimeur-typographe. Le nom « Astérix » peut également se traduire par « Roi des étoiles » du latin « aster » (étoile) et du mot celte « rix » (roi). Les auteurs ont choisi « Astérix » pour la lettre A car, comme disait Goscinny, c'est « Un avantage indéniable pour les classements alphabétiques des futures encyclopédies de la bande dessinée ».
Goscinny et Uderzo ne sont pas les seuls à utiliser la terminaison en -ix pour les Gaulois. Avant la création d'Astérix, Jean Nohain avait créé en 1952 le personnage de Totorix et Fernand Cheneval celui d'Aviorix. Les auteurs d'Astérix avouent que pour créer leur personnage, seul Vercingétorix fait partie de leur « culture gauloise ». Dans sa série humoristique Signé Furax, créé en 1951 par Pierre Dac, le nom d'Astérix apparait mais son nom désigne une planète fictive habité par les Pignoufs.

## Médias

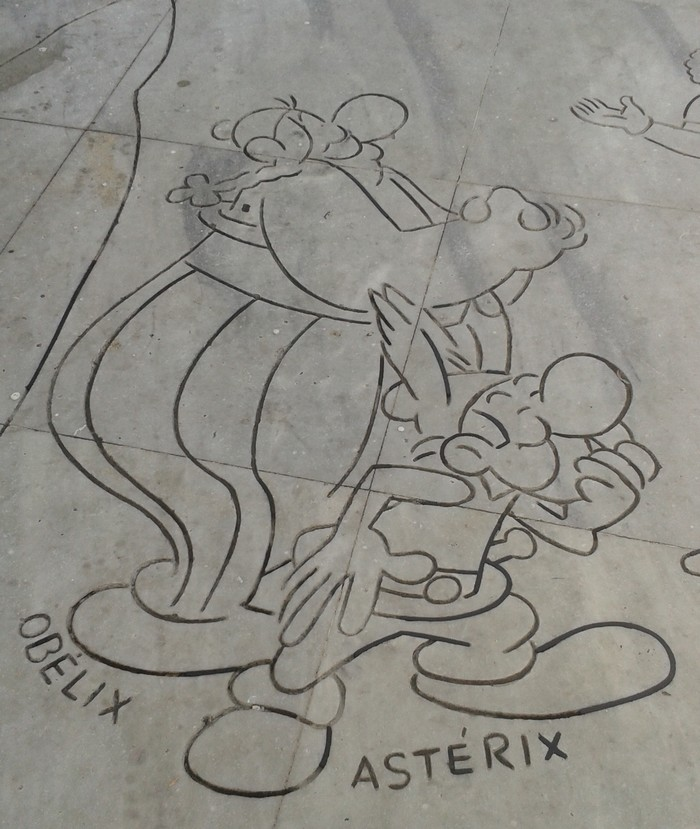
Gravure représentant Astérix et Obélix.

### Bandes dessinées
1. Astérix le Gaulois
2. La Serpe d'or
3. Astérix et les Goths
4. Astérix gladiateur
5. Le Tour de Gaule d'Astérix
6. Astérix et Cléopâtre
7. Le Combat des chefs
8. Astérix chez les Bretons
9. Astérix et les Normands
10. Astérix légionnaire
11. Le Bouclier arverne
12. Astérix aux Jeux Olympiques
13. Astérix et le chaudron
14. Astérix en Hispanie
15. La Zizanie
16. Astérix chez les Helvètes
17. Le Domaine des dieux
18. Les lauriers de César
19. Le devin
20. Astérix en Corse
21. Le Cadeau de César
22. La Grande Traversée
23. Obélix et compagnie
24. Astérix chez les Belges
25. Le Grand Fossé
26. L'Odyssée d'Astérix
27. Le Fils d'Astérix
28. Astérix chez Rahazade
29. La Rose et le Glaive
30. La Galère d'Obélix
31. Astérix et Latraviata
32. Astérix et la rentrée gauloise
33. Le ciel lui tombe sur la tête
34. L'Anniversaire d'Astérix et Obélix - Le Livre d'or
35. Astérix chez les Pictes
36. Le papyrus de César
37. Astérix et la Transitalique
38. La Fille de Vercingétorix
39. Astérix et le Griffon
40. L'Iris Blanc

### Livres
- Tout ce que vous avez toujours voulu savoir sur les Gaulois sans jamais oser le demander à Astérix (David Louyot, Acropole, janvier 2011).

### Adaptations

#### Télévision
- Deux Romains en Gaule (Pierre Tchernia, 1967) avec Roger Carel qui prête sa voix à Astérix pour la première fois dans ce téléfilm qui mêle les personnages animés d'Astérix et Obélix à des décors en prises de vues réelles. Il fit de même dans plusieurs publicités diffusées à la télévision.
- Astérix et Obélix : Le Combat des chefs (Alain Chabat, 2025) avec Alain Chabat.

#### Cinéma

##### Films d'animations
- Astérix le Gaulois (Ray Goossens, 1967)
- Astérix et Cléopâtre (René Goscinny et Albert Uderzo, 1968)
- Les Douze Travaux d'Astérix (René Goscinny et Albert Uderzo, 1976)
- Astérix et la Surprise de César (Gaëtan Brizzi et Paul Brizzi, 1985)
- Astérix chez les Bretons (Pino Van Lamsweerde, 1986)
- Astérix et le Coup du menhir (Philippe Grimond, 1989)
- Astérix et les Indiens (Gerhard Hahn, 1994)
- Astérix et les Vikings (Stefan Fjeldmark et Jesper Møller, 2006)
- Astérix : Le Domaine des dieux (Louis Clichy et Alexandre Astier, 2014)
- Astérix : Le Secret de la potion magique (Louis Clichy et Alexandre Astier, 2018)

Roger Carel a prêté sa voix à Astérix dans toutes les adaptations animées jusqu'en 2014. Il est remplacé dans le long-métrage suivant par Christian Clavier qui l'a déjà interprété dans les deux premiers films en prises de vues réelles.

##### Films en prise de vues réelles
Astérix a été interprété successivement par :
- Christian Clavier dans :
  - Astérix et Obélix contre César (Claude Zidi, 1999)
  - Astérix et Obélix : Mission Cléopâtre (Alain Chabat, 2002)
- Clovis Cornillac dans Astérix aux Jeux Olympiques (Frédéric Forestier et Thomas Langmann, 2008)
- Édouard Baer dans Astérix et Obélix : Au service de sa Majesté (Laurent Tirard, 2012)
- Guillaume Canet dans Astérix et Obélix : L'Empire du Milieu (Guillaume Canet, 2023)

#### Attractions au Parc Astérix
Au sein de son propre parc d'attractions, l'image d'Astérix est bien sûr omniprésente, que ce soit sur le logo ou la statue à son effigie qui trône en haut de la montagne du Grand Splatch.
Lors de l'ouverture, une attraction portait même directement son nom : La Balade d'Astérix. Celle-ci comportait de nombreuses animatroniques et plusieurs représentaient le célèbre gaulois. Toutefois, l'attraction a été remaniée en 1999, devenant Épidemaïs Croisières, et le héros est depuis moins présent le long du parcours, laissant la place à plus de personnages de l'univers de la série.

La même année, Astérix est également présent sur les décorations du Carrousel de César (toujours en activité).
En 2008, Le Défi de César ouvre ses portes. Astérix y apparaît par l'intermédiaire d'animations en images de synthèses, s'exprimant une fois de plus avec la voix de Roger Carel.
La nouveauté 2019 du Parc est Attention Menhir, un film d'animation, réalisé par François-Xavier Aubague et Arnaud Bouron, projeté dans un nouveau cinéma 4-D. Ce dernier prend place dans le Cinématographe situé dans La Rue de Paris, renommé pour l'occasion Les Studios Idéfix, en référence aux studios du même nom. Le style graphique de ce film d'animation est basé sur les deux films réalisés par Alexandre Astier et Louis Clichy. La distribution vocale des principaux personnages du village est sensiblement la même que dans ces films mais pour Astérix, à la suite du départ à la retraite de Roger Carel, l'équipe souhaitait un timbre de voix plus proche de celui de ce dernier que de Christian Clavier, le personnage est alors confié à Jean-Claude Donda, qui a succédé à Carel dans la plupart de ses rôles animés, et qui interprète également le petit gaulois dans les publicités, livres-audios et jeux vidéos depuis la retraite de Carel.

### CD albums
- Au début des années soixante, Astérix et Obélix furent les vedettes de deux trente-trois tours produits par la firme Festival :
  - Astérix le Gaulois, réalisé par Jacques Garnier et Gérard Barbier, avec Guy Pierrauld (Astérix) et Albert Augier (Obélix).
  - La Serpe d'or, réalisé par Jacques Garnier et Gérard Barbier, avec Guy Pierrauld (Astérix) et Albert Augier (Obélix). Avec aussi Paul Préboist (Amérix + le récitant).
- En 1966, c'est la firme Philips qui produisit un trente-trois tours présentant une aventure originale :
  - Le menhir d'or, réalisé par Henri Gruel, avec Roger Carel (Astérix), Jacques Morel (Obélix), Jacques Jouanneau (Assurancetourix), Alain Mottet (Panoramix), Pierre Tornade (Abraracourcix).
- En 1996, la compilation Astérix au cinéma sort chez Wagram et propose une sélection de morceaux écrits pour les 6 premiers films d'animation ainsi que des chansons inédites au format CD, interprétées par Roger Carel et Jacques Morel.
- Le film en prises de vue réelles Astérix et Obélix contre César a eu droit à une commercialisation de sa bande originale au format CD en 1999, écrite et composée par Jean-Jacques Goldman et Roland Romanelli chez Sony Music Entertainment.
- De même pour le film d'animation Astérix et les Vikings en 2006 et là encore chez Sony Music Entertainment, avec la musique d'Alexandre Azaria.
- Les deux bandes originales composées par Philippe Rombi, pour Astérix : Le Domaine des dieux et Astérix : Le Secret de la Potion Magique, sont parues respectivement en 2014 et 2018 chez Boriginal et Music Box Records.
- Le 23 novembre 2019, à l'occasion des 60 ans d'Astérix, France Culture crée, au studio 104 de Radio France, un spectacle radiophonique en public tiré de la bande dessinée La Zizanie[13] intitulé « Astérix et la Zizanie »[14] (durée : 59 minutes), avec Laurent Stocker de la Comédie-Française (Astérix), Guillaume Briat (Obélix) et Rufus (Narrateur).

### Jeux vidéo
Astérix est bien sûr présent dans tous les jeux vidéo adaptés de la bande dessinée mais également dans celui adapté du premier film en prises de vue réelles où il retrouve sans surprise la voix de Christian Clavier qui lui prête ses traits dans le même film :
- Astérix et Obélix contre César, 1999, développé par Tek 5 et édité par Cryo Interactive

Roger Carel, qui fut la voix du personnage dans tous les films d'animations jusqu'en 2014, fit de même dans les trois jeux développés par Étranges Libellules et édités par Atari :
- Astérix et Obélix XXL, 2003.
- Astérix et Obélix XXL 2 : Mission Las Vegum, 2005.
- Astérix aux Jeux olympiques, 2007.

Jean-Claude Donda succède à Roger Carel dans les jeux suivants édités par Microids :
- Astérix et Obélix XXL 3 : Le Menhir de cristal, 2019 (développé par OSome Studio)
- Astérix et Obélix : Baffez-les tous !, 2021 (développé par Mr Nutz Studio)
- Astérix et Obélix XXXL : Le Bélier d'Hibernie, 2022 (développé par OSome Studio)
- Astérix et Obélix : Baffez-les tous ! 2, 2023 (développé par Mr Nutz Studio)

## Accueil et postérité

### Accueil
Dans les années 1960, pour certains lecteurs, Astérix est la représentation de Charles de Gaulle.

### Réutilisation, clin d'œil
Astérix et Obélix font une brève apparition dans la bande dessinée Toupet, lors d'un gag du tome 7 intitulé Gentille Maman. Ils jouent alors le rôle de livreurs d'une société, « Les Gaulois Réunis ».
Un parti séparatiste suisse a utilisé l'image d'Astérix comme emblème. Lors des élections législatives françaises de 1967, plusieurs candidats ont demandé d'utiliser l'image d'Astérix pour leur campagne électorale. René Goscinny et Albert Uderzo ont accepté sous condition que ce soit tous ou aucun. Un seul candidat l'a utilisé.
En 1999, la Poste française émet un timbre à l'effigie d'Astérix à l'occasion de la Journée du timbre.